# Heinrich Nordhoff

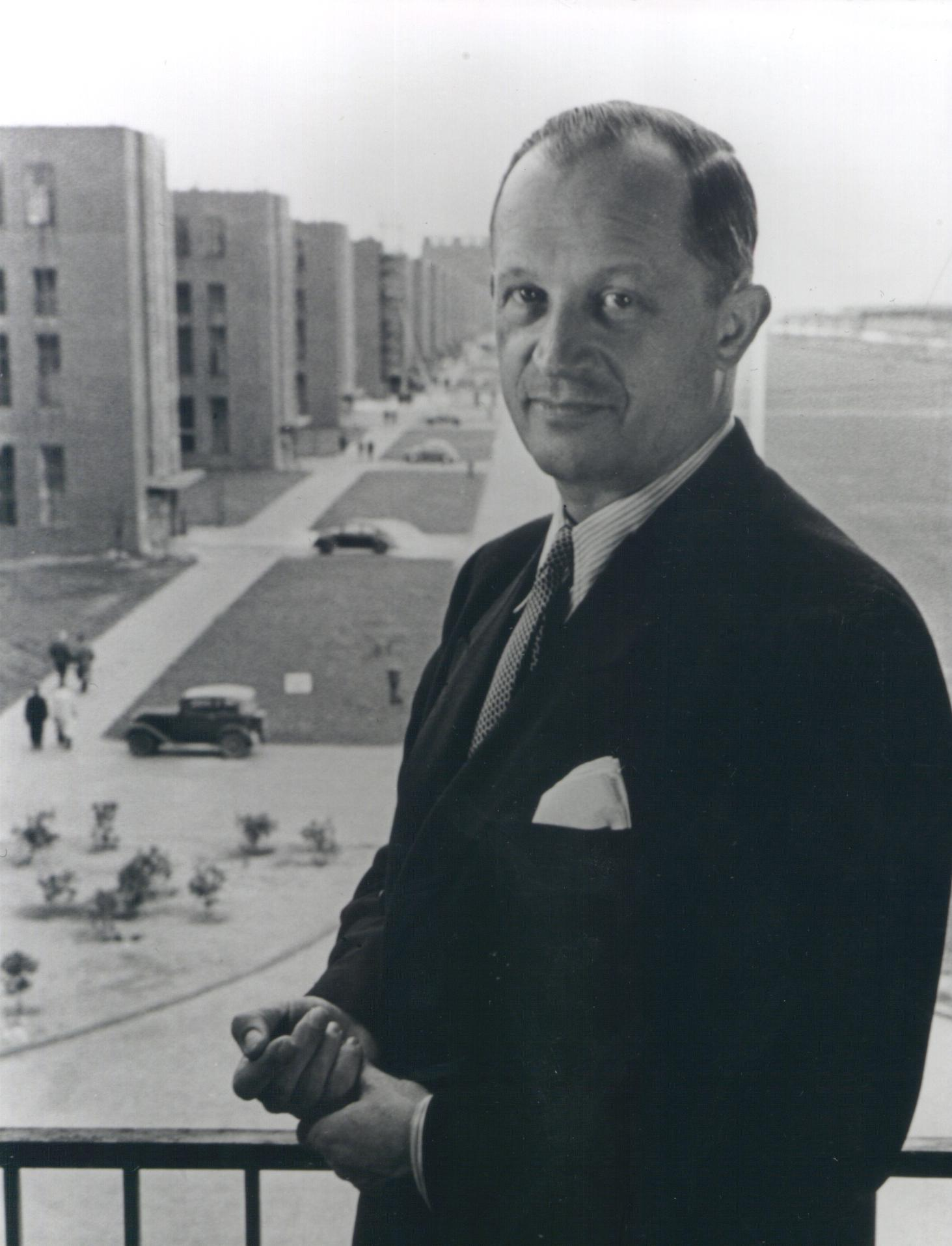
Heinrich Nordhoff, im Hintergrund die Südfassade des Volkswagenwerkes Wolfsburg (1948)

Heinrich Nordhoff (* 6. Januar 1899 in Hildesheim; † 12. April 1968 in Wolfsburg) war ab 1948 Generaldirektor (Geschäftsführer) der Volkswagenwerk GmbH und von 1960 bis zu seinem Tod Vorstandsvorsitzender der Volkswagenwerk AG. Er war maßgebend für den Aufbau des Unternehmens verantwortlich.

## Leben

### Frühe Jahre
Heinrich Nordhoff war der zweite von drei Söhnen des Bankprokuristen und späteren Versicherungsmanagers Johannes Nordhoff. Die Familie zog 1911 nach Berlin, wo er von 1920 bis 1927 an der Technischen Hochschule Berlin Maschinenbau studierte. Hier wurde er aktives Mitglied der katholischen Studentenverbindung Askania-Burgundia Berlin im Kartellverband katholischer deutscher Studentenvereine, der er bis zum Tod angehörte.

### Karriere in der Automobilindustrie
Nach einer ersten Station beim BMW-Flugmotorenbau ging er 1929 zu General Motors (GM). Dort stellte er Opel-Kundendiensthandbücher zusammen und arbeitete zum besseren Verständnis der Materie in den Ferien auch in einer Fabrik am Fließband. Eine daraufhin von GM finanzierte Reise in die USA diente dem Studium der Produktions- und Vertriebsmethoden bei General Motors, von dem er später als VW-Chef profitierte. 1930 heiratete er Charlotte Fassunge. Im April 1942 wurde er Vorstandsmitglied bei der Adam Opel AG, ab Juli 1942 war er Leiter des 1935 gebauten Opel-Lkw-Werks in Brandenburg an der Havel und damit auch Wehrwirtschaftsführer.

### Nach dem Krieg
Im Zuge eines Entnazifizierungsverfahrens musste Nordhoff im Oktober 1945 seinen Vorstandsposten niederlegen. Als Leiter des Opelwerks Brandenburg war er für die Produktion von Rüstungsgütern verantwortlich gewesen, bei der tausende Zwangsarbeiter (Ostarbeiter und Kriegsgefangene) zum Einsatz und infolge der Arbeits- und Lebensverhältnisse regelmäßig zu Tode gekommen waren. Im Spruchkammerverfahren wurde er, obwohl anfangs als Hauptschuldiger eingruppiert, am 31. Januar 1947 als entlastet eingestuft. Nordhoff war nach 1945 Geschäftsführer der Opel-Generalvertretung Ernst Dello & Co. in Hamburg, da durch seine Position als Führungskraft der Wirtschaft im nationalsozialistischen Deutschen Reich eine Weiterbeschäftigung bei der Adam Opel AG für die US-amerikanische Politik nicht in Frage kam. Für die britische Besatzungsmacht stellte dies jedoch kein Hindernis dar. Im Herbst 1947 suchte Ivan Hirst, Offizier bei der britischen Kontrollkommission und nach 1945 kommissarischer Leiter der Volkswagenwerk GmbH, einen technischen Leiter für das Volkswagenwerk, den er in Nordhoff fand, den er schließlich der britischen Kontrollkommission sogar als neuen Generaldirektor vorschlug. Er wurde am 7. November 1947 als Nachfolger von Hermann Münch bestellt. Münch wurde über seine Absetzung erst am 25. November 1947 informiert. Er führte Nordhoff in das Unternehmen ein und pflegte mit ihm eine „freundschaftliche und harmonische Zusammenarbeit“.
Ab dem 1. Januar 1948 war Nordhoff Generaldirektor der Volkswagenwerk GmbH. Der erfahrene Techniker baute das Werk in den folgenden zwei Jahrzehnten zur umsatzstärksten Automobilfabrik Europas aus. In seiner Ära wurden das brasilianische VW-Werk in São Bernardo do Campo, das mexikanische VW-Werk in Puebla und das südafrikanische VW-Werk in Uitenhage errichtet. 1952 baute die Bauabteilung der Volkswagenwerk GmbH eine Villa im Wolfsburger Stadtteil Steimker Berg, die er bis zu seinem Tod bewohnte.
Einerseits ließ er den später als „Käfer“ bezeichneten VW und dessen Produktion stetig verbessern und aus diesem und mit dessen Heckantriebskonzept noch drei weitere Wagentypen entwickeln (VW Typ 2, „Transporter“, VW Typ 3, „VW 1500“ und den VW Typ 4, „VW 411“), andererseits unterband er alle moderner konzipierte Alternativen: Während andere Hersteller Fahrzeuge mit raumökonomisch und finanziell günstigeren quer eingebauten Reihenmotoren und Frontantrieb bauten, fußte noch Ende der 1960er Jahre das VW-Programm mit seinen luftgekühlten Boxermotoren im Heck auf dem KdF-Wagen von Ferdinand Porsche aus den 1930er Jahren. Anfang 1965 übernahm die Volkswagenwerk AG unter Nordhoff von Daimler-Benz die Auto Union GmbH in Ingolstadt, einzig, um im dortigen Werk den damals noch gut verkauften Käfer zu produzieren; glücklicherweise aber erwarb das Volkswagenwerk damit auch die Technologie, die Nordhoffs zweiter Nachfolger Rudolf Leiding später nutzen konnte, um die Fahrzeugpalette des VW-Konzerns zu modernisieren.
Im Frühjahr 1967 präsentierte Nordhoff eine Palette von 36 verschiedenen Prototypen, die die Entwicklungsabteilung konstruiert hatte, und erklärte: „Der Stern des Käfers leuchtet unvermindert hell, und Sie können Tag für Tag selber beobachten, welche Lebenskraft in diesem Auto steckt, das man häufiger totgesagt hat als irgendeines jener Konkurrenzmodelle – Modelle, an die sich heute niemand mehr erinnert“. Und in einem anderen Gespräch sagte er: „Wir sind arm und Amerika ist reich. Deutschland sollte deshalb dorthin folgen, wohin VW es führt – und nicht umgekehrt“.

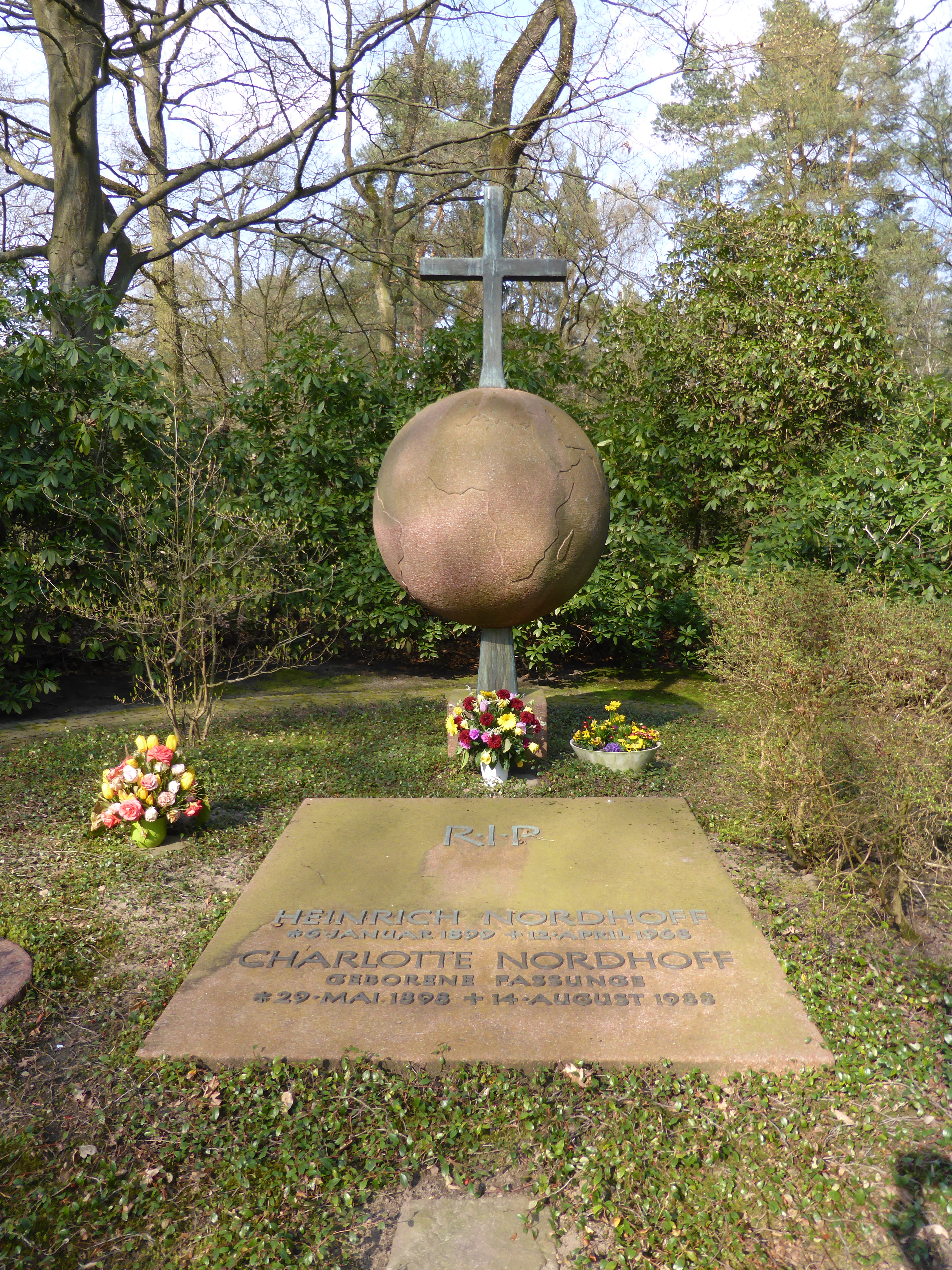
Grabstätte

Heinrich Nordhoff starb am 12. April 1968, einem Karfreitag, im Alter von 69 Jahren an den Folgen eines Herzinfarkts und wurde zunächst in der damaligen Technischen Entwicklung des Wolfsburger Volkswagenwerkes aufgebahrt, damit sich seine Belegschaft von ihm verabschieden konnte. Am 18. April fand im Volkswagenwerk mit 1.700 Teilnehmern die Trauerfeier für Nordhoff statt, bei der Kurt Schmücker die Bundesrepublik Deutschland und Fritz Berg den Bundesverband der Deutschen Industrie vertraten. Zehntausende gaben Nordhoff anschließend das letzte Geleit, als der Trauerzug mit Nordhoffs Sarg auf einem offenen, dafür umgebauten VW T2 vom Volkswagenwerk langsam durch die Heinrich-Nordhoff-Straße und die Porschestraße zur St.-Christophorus-Kirche fuhr, in der Bischof Heinrich Maria Janssen das Requiem für Nordhoff zelebrierte. Noch am Abend des gleichen Tages wurde er auf dem Wolfsburger Waldfriedhof beigesetzt. Sein bis heute erhaltenes Grab ziert eine kreuzbekrönte Weltkugel aus schwedischem Granit.
1955 wurde er anlässlich der Produktion des 1.000.000-sten Volkswagens durch den Rat der Stadt Wolfsburg zu deren erstem Ehrenbürger ernannt. Die Straße am Mittellandkanal gegenüber dem VW-Werk – zuvor Fallersleber Straße – wurde am Vormittag des 18. April 1968 nach ihm umbenannt, da am Nachmittag desselben Tages der Trauerzug mit Nordhoffs Sarg durch diese Straße führen sollte. Auch eine im Wolfsburger Stadtteil Westhagen gelegene Schule trägt seinen Namen.
Erst Nordhoffs Nachfolger Kurt Lotz wandte sich von Luftkühlung und Heckmotor ab, indem er die NSU Motorenwerke und deren fertig entwickelten NSU K 70 mit Wasserkühlung und Frontantrieb übernahm und den Wagen kaum verändert, aber als VW ab Sommer 1970 im dazu errichteten Volkswagenwerk Salzgitter fertigen ließ. Finanzieller Erfolg stellte sich allerdings erst mit der Adaption von Audi-Technik in den Modellen Scirocco und Golf sowie der Übernahme zweier vollständiger Audi-Wagen (Audi 80 als Passat und Audi 50 als Polo) ein.

## Sonstiges
Am 17. Januar 1956 empfing ihn Papst Pius XII. zu einer Privataudienz.
1957 wurde er von Kardinal-Großmeister Nicola Kardinal Canali zum Ritter des Päpstlichen Ritterordens vom Heiligen Grab zu Jerusalem ernannt und am 7. Dezember 1957 in Köln durch Lorenz Jaeger, Großprior der deutschen Statthalterei, investiert.
1959 heiratete Ernst Piëch, Bruder von Ferdinand Piëch und ein Enkel von Ferdinand Porsche, Nordhoffs jüngste Tochter Elisabeth.
Von 1954 bis 1957 war Nordhoff Vorstandsmitglied des Vereins Deutscher Ingenieure (VDI).
Berühmt sind die acht Kunstausstellungen, die das Volkswagenwerk auf Initiative von Heinrich Nordhoff zwischen 1952 und 1967 in Wolfsburg veranstaltete. Nach der Schaffung von Arbeitsplätzen und Wohnraum sollte nun auch das Bedürfnis der Bevölkerung nach Kultur befriedigt werden. Die erste Ausstellung 1952 zeigte Werke von Franz Marc. Die ersten beiden Ausstellungen (1954 Wilhelm Leibl) fanden in Klassenräumen der neu erbauten Goetheschule in Wolfsburg statt. Weitere Ausstellungen waren: 1955 Dürer und seine Zeitgenossen; 1956 Deutsche Malerei. Ausgewählte Meister seit Caspar David Friedrich; 1958 Lovis Corinth. Gedächtnisausstellung zum 100. Geburtstag; 1959 Japanische Farbholzschnitte; 1961 Französische Malerei. Von Delacroix bis Picasso; 1967 Vincent van Gogh.

## Ehrungen
- Großes Verdienstkreuz mit Stern der Bundesrepublik Deutschland (1955)
- Großes Verdienstkreuz mit Stern und Schulterband der Bundesrepublik Deutschland
- Niedersächsische Landesmedaille
- Großes Verdienstkreuz des Niedersächsischen Verdienstordens
- Comendador des brasilianischen Ordens Cruzeiro do Sul
- Kommandeurskreuz 1. Klasse des Königlich Schwedischen Wasaordens
- Großoffizier des Verdienstordens der Italienischen Republik
- Komtur des päpstlichen Gregoriusordens
- Ritter des Ordens vom Heiligen Grabe (1957)
- Ehrenbürger der Stadt Wolfsburg (1955)
- Ehrenbürger der Stadt São Bernardo do Campo (Brasilien)
- Ehrensenator der Technischen Universität Berlin (1951)
- Professor Dr.-Ing. E. h. der Technischen Hochschule Braunschweig (1950)
- Doktor der Wirtschaftswissenschaften ehrenhalber der Universität Göttingen
- Doktor der Naturwissenschaften ehrenhalber der Universität Hamburg
- Doktor der Wirtschaftswissenschaften ehrenhalber der Universität Boston
- Goldener Ehrenring der Deutschen Gesellschaft für Betriebswirtschaft, Berlin
- Medaille „Freund des italienischen Volkes“
- Elmer-A.-Sperry-Preis (USA) (1958)
- Wakefield-Medaille des Institute of the Motor Industry, Großbritannien
- Daidalos-Medaille des Deutschen Aeroclubs

## Werke
- Heinz Nordhoff: Die Führung grosser Unternehmen unter Berücksichtigung der menschlichen Probleme. In: Schweizer Bauzeitung. 73, Heft 22, 28. Mai 1955, ISSN 0251-0960
- Heinrich Nordhoff: Reden und Aufsätze. Zeugnisse einer Ära. ECON Verlag, Düsseldorf / Wien / New York / Moskau 1992, ISBN 3-430-17156-3 (eingeschränkte Vorschau in der Google-Buchsuche).